# Шегебай
Шегебай (каз. Шегебай) — болото в Костанайском районе Костанайской области Казахстана. В середине XX века являлось озером. Находится в 10 км к юго-востоку от села Семеновка.
По данным топографической съёмки 1957 года, площадь поверхности озера составляет 1,94 км². Наибольшая длина озера — 2 км, наибольшая ширина — 1,5 км. Длина береговой линии составляет 6,2 км, развитие береговой линии — 1,24. Озеро было расположено на высоте 199 м над уровнем моря. Ныне глубиина болота — 0,5 метра.